# Erythrina cubensis
Erythrina cubensis là một loài thực vật có hoa trong họ Đậu. Loài này được C.Wright miêu tả khoa học đầu tiên.